# Denys Boyko
Denys Oleksandrovych Boyko (Ucraniano: Денис Олександрович Бойко; 29 de enero de 1988) es un portero de fútbol profesional ucraniano.

## Trayectoria
Nacido en Kiev, en la República Socialista Soviética de Ucrania que formaba parte de la Unión Soviética, Boyko hizo su debut con el Dynamo Kiev en un partido contra el FC Metalurh Zaporizhya el 9 de mayo de 2010.
Jugó 18 partidos con el Dnipro 2014–15 UEFA Europa durante la campaña de Liga, incluyendo la final, la cual perdieron 2–3 frente al Sevilla FC en Varsovia.
El 31 de agosto de 2016 fue cedido al Málaga Club de Fútbol por una temporada procedente del Beşiktaş Jimnastik Kulübü, debutando el 4 de diciembre en un partido contra el Valencia C. F. en Mestalla.

## Clubes
| Club                          | País    | Año       |
| ----------------------------- | ------- | --------- |
| F. C. Dinamo de Kiev          | Ucrania | 2009-2013 |
| F. C. Obolón-Brovar (cesión)  | Ucrania | 2009-2010 |
| F. C. Kryvbas (cesión)        | Ucrania | 2011-2012 |
| Dnipro Dnipropetrovsk         | Ucrania | 2013-2016 |
| Beşiktaş J. K.                | Turquía | 2016-2018 |
| Málaga C. F. (cesión)         | España  | 2016-2017 |
| F. C. Dinamo de Kiev (cesión) | Ucrania | 2017-2018 |
| F. C. Dinamo de Kiev          | Ucrania | 2018-2023 |
| F. C. Polissya Zhytomyr       | Ucrania | 2023-2024 |

## Palmarés

### Títulos nacionales
| Título                  | Club                 | País    | Año  |
| ----------------------- | -------------------- | ------- | ---- |
| Superliga de Turquía    | Beşiktaş J. K.       | Turquía | 2016 |
| Supercopa de Ucrania    | F. C. Dinamo de Kiev | Ucrania | 2018 |
| Supercopa de Ucrania    | F. C. Dinamo de Kiev | Ucrania | 2019 |
| Copa de Ucrania         | F. C. Dinamo de Kiev | Ucrania | 2020 |
| Supercopa de Ucrania    | F. C. Dinamo de Kiev | Ucrania | 2020 |
| Liga Premier de Ucrania | F. C. Dinamo de Kiev | Ucrania | 2021 |
| Copa de Ucrania         | F. C. Dinamo de Kiev | Ucrania | 2021 |